# 鮑靈格林 (馬里蘭州)
鮑靈格林（英語：Bowling Green）是位於美國馬里蘭州亞利加尼縣的一個普查規定居民點。

## 人口
根據2020年美國人口普查的數據，鮑靈格林的面積為2.50平方千米，當中陸地面積為2.50平方千米，而水域面積為0.00平方千米。當地共有人口1018人，而人口密度為每平方千米407.2人。